# Lití olova

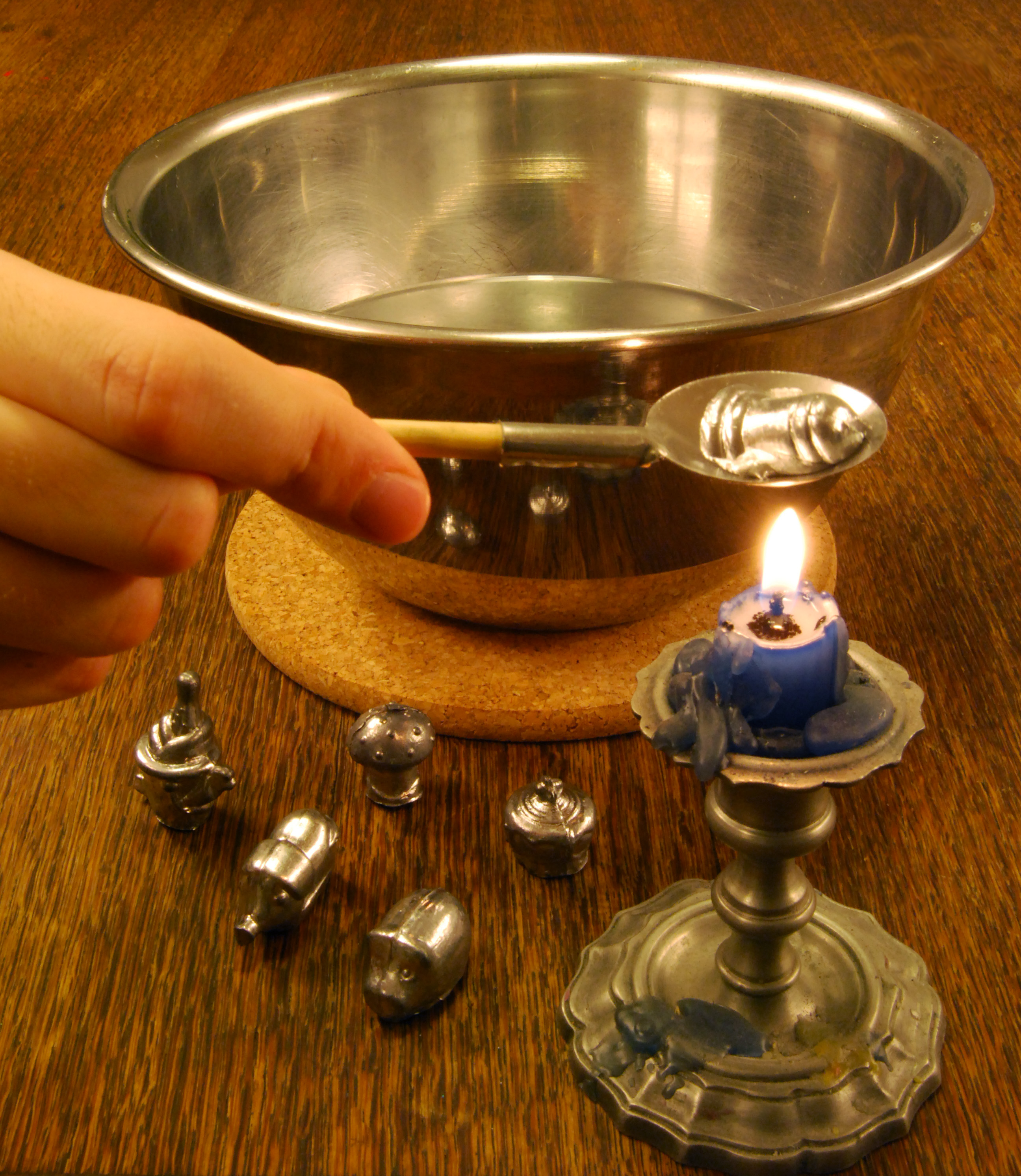
Proces tavení

Lití olova je technika věštění pomocí roztaveného kovu, obvykle olova (případně cínu) vylitého do studené vody.

## Historie
Metoda lití olova byla vynalezena ve starověkém Řecku a dnes je nedílnou součástí nejen vánočních a novoročních tradic mnoha evropských zemí, ale také běžnou metodou vypuzování zlých vlivů například v Turecku.

## Postup
Při tradičním postupu je olovo v kovové nádobě roztaveno nad ohněm a pomalu vylito do nádoby se studenou vodou. Výsledný tvar se interpretuje jako znamení pro budoucnost nebo se za pomocí svíčky nechají vrhat jeho stíny, které jsou pak dále vykládány.

## Lití olova v Česku
Dle lidové tradice měly mladé dívky 30. listopadu[zdroj⁠?!] sbírat olovo ze starých oken nebo kupovat. Olovo na plechové lžíci držely nad plamenem svíce, dokud se olovo nerozpustí. Rozpuštěné olovo se vylije do připravené mísy nebo škopku s chladnou vodou přes křížový klíč (na zubech má podobu kříže). Tekuté olovo ve studené vodě okamžitě tuhne a tvoří rozličné tvary. Z těch se poté věští.
Podle budov či nástrojů (ševcovská kopyta, tkalcovské člunky, vojenské zbraně, bochánky chleba, pera na psaní, srpy, rýče, motyky, cepy atd.) poté se dívky snažily uhodnout jakého řemeslníka nebo živnostníka dostanou za manžela.
Při takovém hádání prý nebývala nouze o vtipy, výsměch i vzájemné škádlení. Jinde dívky zase házely ulité kuličky přes střechu. Kam zapadla kulička, hádaly že odtud přijde ženich.

## Galerie

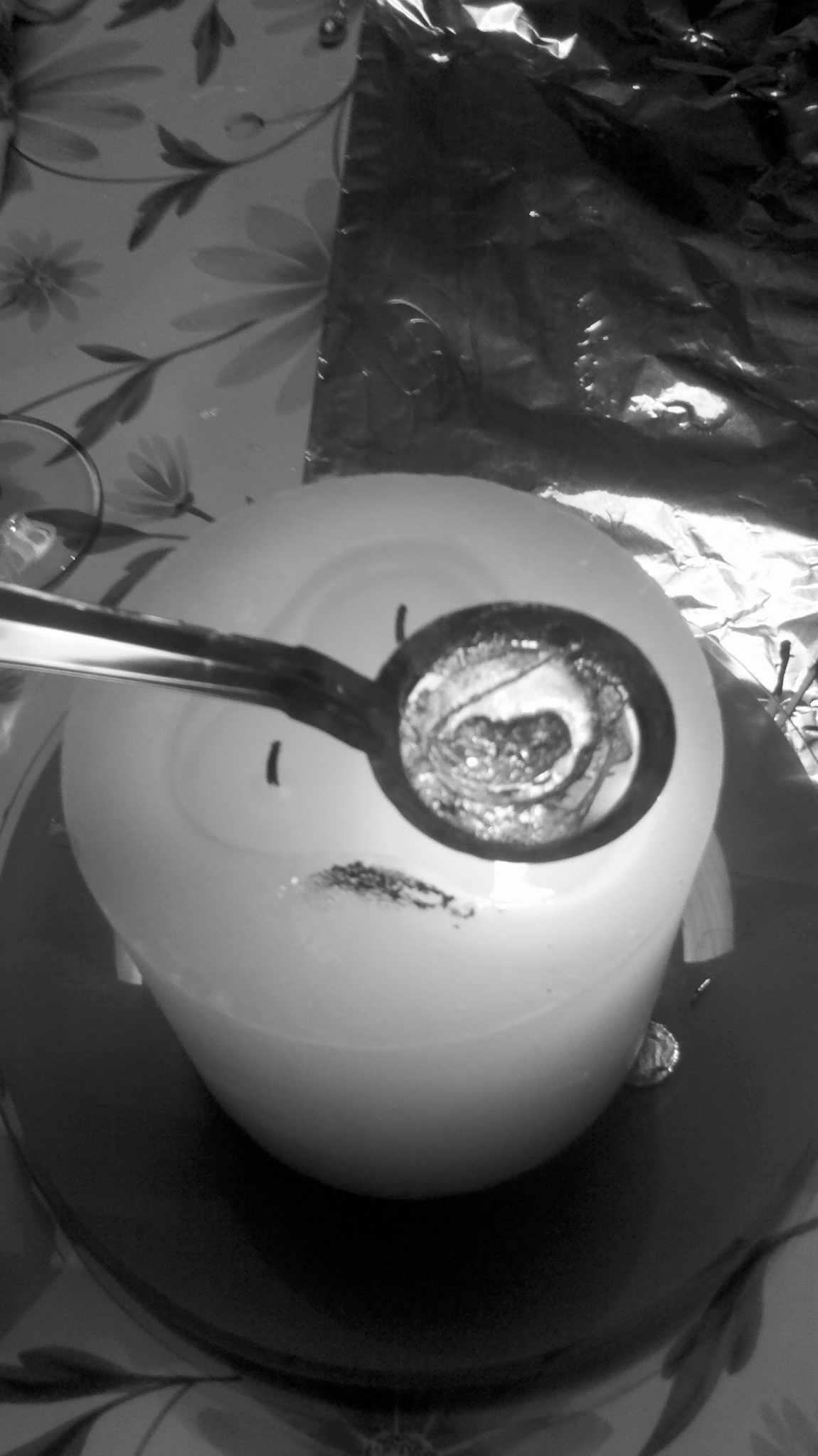
Tavení olova nad svíčkou
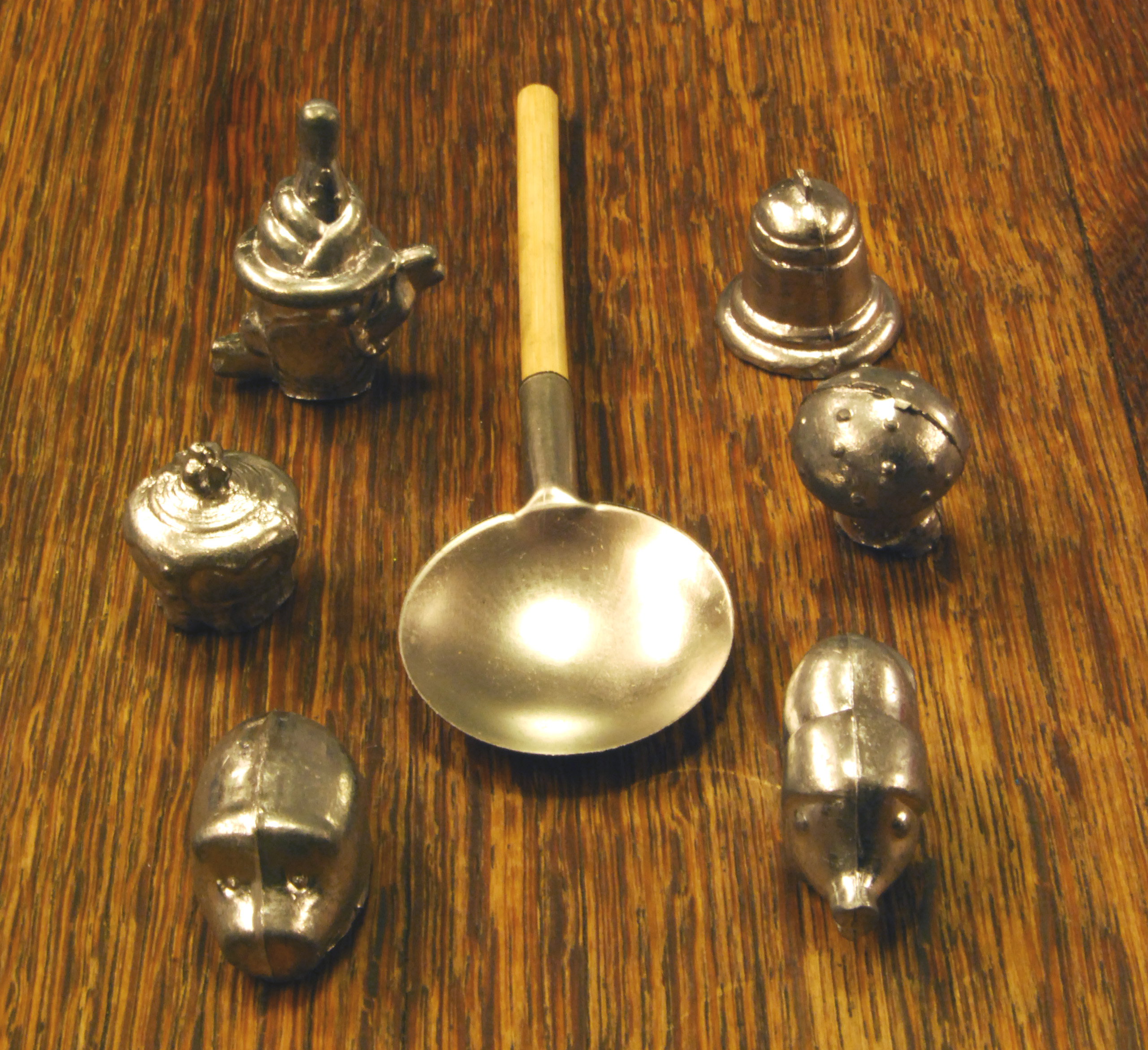
Sada olov a lžíce.
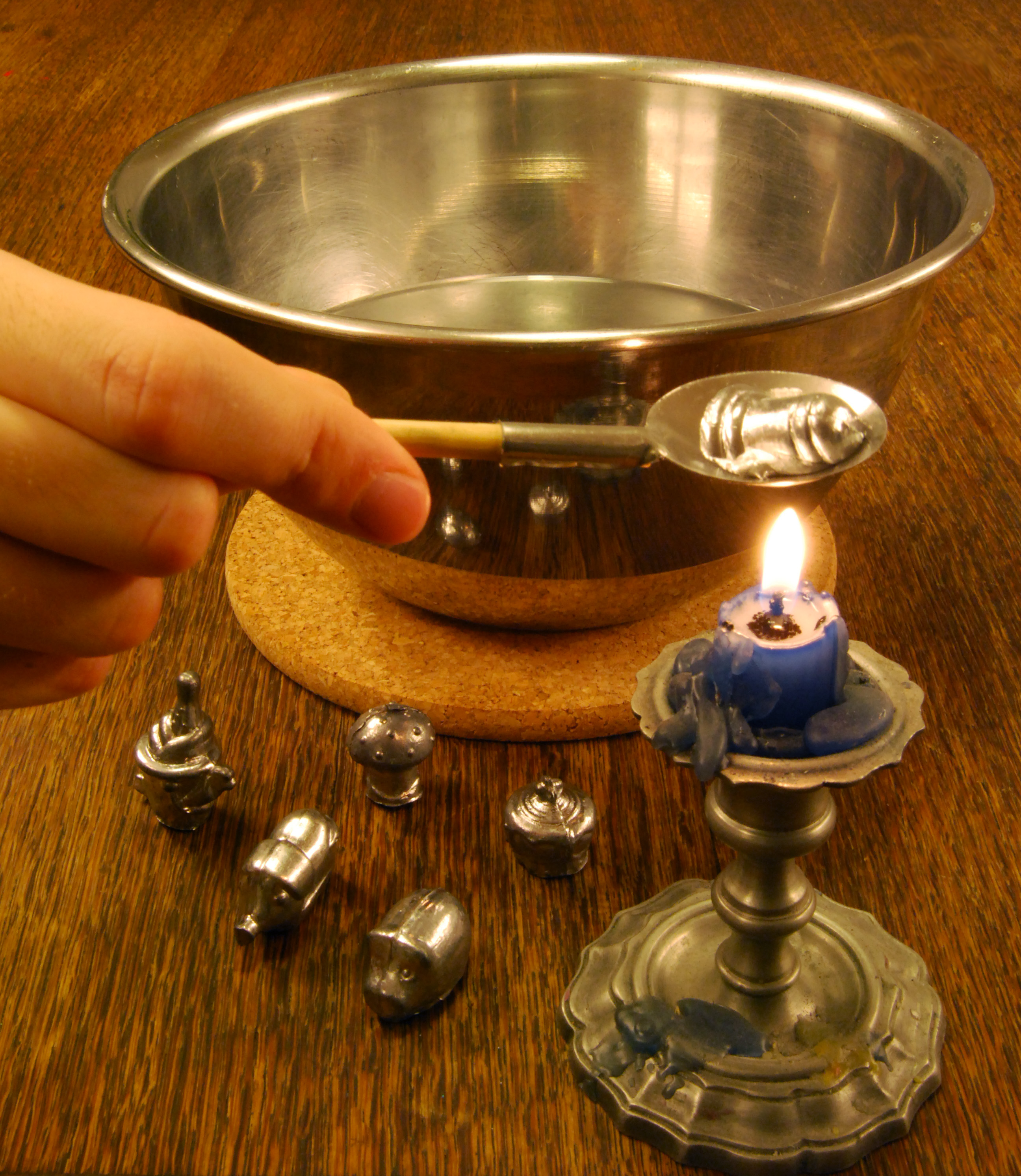
Proces tavení.
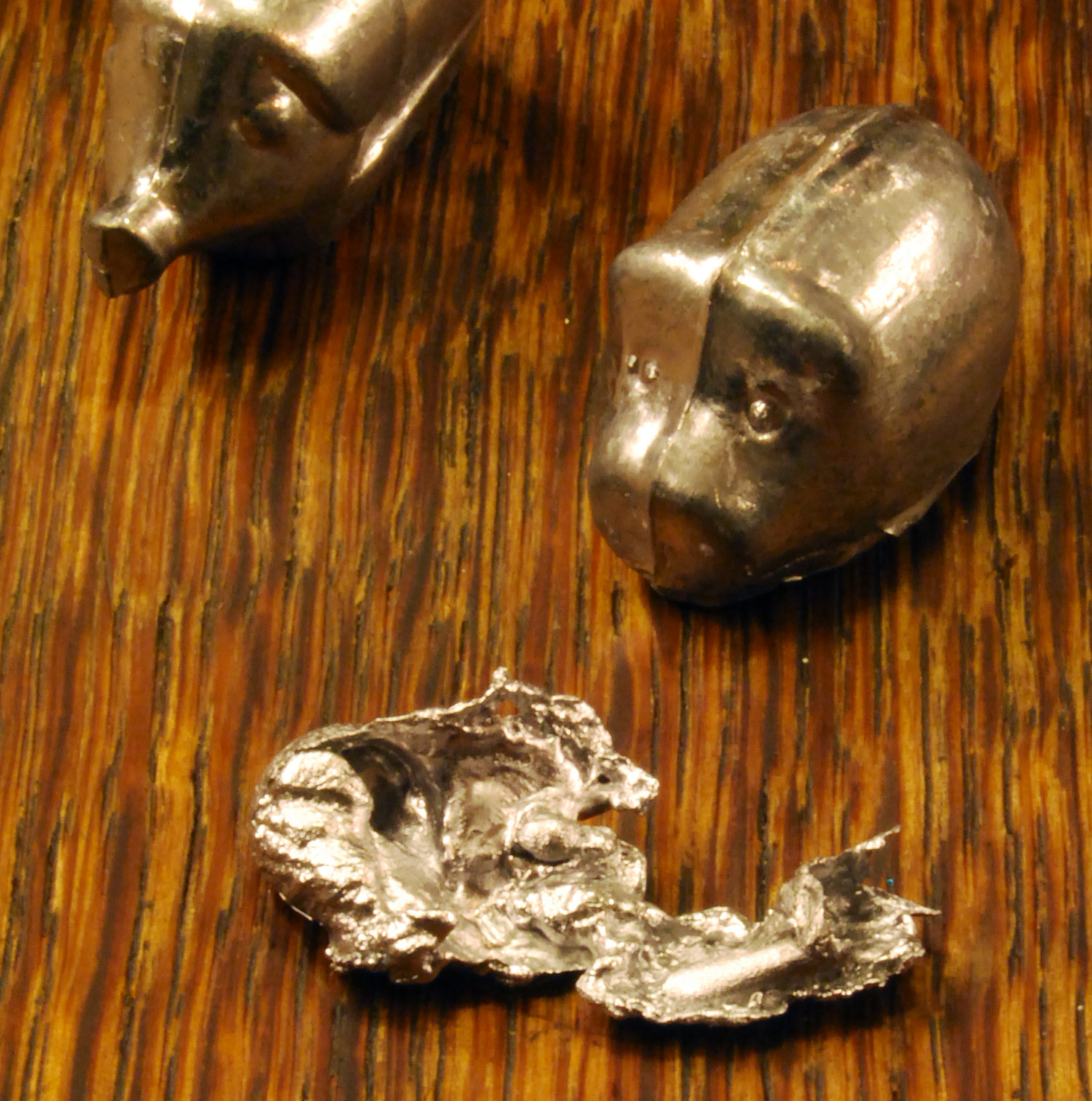
Olověný úlitek vytáhnutý z vody.

## Zdravotní rizika
Olovo je toxické, zejména pro děti a těhotné ženy. Mělo by se proto odevzdat do speciálního sběru, a ne do běžného komunálního odpadu.